# Lapleau
Lapleau (okcitansko La Pléu) je naselje in občina v južnem francoskem departmaju Corrèze regije Limousin. Leta 2006 je naselje imelo 423 prebivalcev.

## Geografija
Kraj leži v pokrajini Limousin ob reki Luzège, 40 km vzhodno od Tulleja.

## Uprava
Lapleau je sedež istoimenskega kantona, v katerega so poleg njegove vključene še občine Lafage-sur-Sombre, Latronche, Laval-sur-Luzège, Saint-Hilaire-Foissac, Saint-Merd-de-Lapleau, Saint-Pantaléon-de-Lapleau in Soursac s 1.825 prebivalci.
Kanton Lapleau je sestavni del okrožja Tulle.